# クラウディオ・チェマ
クラウディオ・チェマ（Klaudio Çema 、1995年4月22日 - ）は、アルバニア・ティラナ出身のプロサッカー選手。KFエルバサニ所属。ポジションは、ディフェンダー（センターバック）。

## クラブ歴
クケシに在籍時はシーズンのほとんどをベンチで過ごし、2016-17シーズン終了後の2017年6月2日に放出された。

## タイトル
クケシ
- アルバニア・スーペルリーガ: 2016-17